# Nombre de Stokes
El Nombre de Stokes (Stk), anomenat així en honor del matemàtic irlandès George Gabriel Stokes, és un nombre adimensional que caracteritza el comportament de les partícules sospeses en un flux. El nombre de Stokes es defineix com el quocient entre la distància d'aturada d'una partícula i la dimensió característica de l'obstacle, o bé:
{\displaystyle Stk={\frac {\tau \,U_{o}}{d_{c}}}}
on:
- {\displaystyle \tau \,} és el temps de relaxació de la partícula.
- {\displaystyle U_{o}\,} és la velocitat del fluid lluny de l'obstacle o corrent lliure.
- {\displaystyle d_{c}\,} és la dimensió característica de l'obstacle.

Per a {\displaystyle Stk\gg 1} les partícules continuaran movent-se en línia recta i el fluid evitarà l'obstacle. És a dir, les partícules impactaran amb l'obstacle.
Per a {\displaystyle Stk\ll 1} les partícules seguiran les línies de corrent del fluid de molt a prop.